# Vuelo 1069 de LAN Chile
El vuelo 1069 de LAN Chile (LA1069/LAN1069) fue un vuelo chárter entre Punta Arenas y Puerto Williams. El 20 de febrero de 1991, el British Aerospace 146 que operaba el vuelo sobrepasó la pista mientras aterrizaba en el aeropuerto Guardiamarina Zañartu de Puerto Williams y cayó al mar. Producto del accidente, fallecieron 20 personas (todas turistas, en su mayoría norteamericanos) del total de 73 personas que se encontraban a bordo.

## Aeronave
La aeronave implicada en el accidente era un British Aerospace 146-200A de 4 años y 6 meses, había efectuado su primer vuelo el 26 de agosto de 1986, tenía como número de serie E.2061 y estaba propulsada por motores Lycoming ALF 502R-5. Se desconoce el número de ciclos y horas de vuelo que tenía acumulados antes del accidente.
La aeronave estaba registrada como G-5-061 en su primer vuelo, luego se cambió a N403XV al ser entregada a Presidential Airways y finalmente a CC-CET al ser entregada a LAN en 1990.
El avión era uno de tres BAe 146 que operaban para LAN Chile en aquella época (los otros dos aviones estaban registrados CC-CEJ y CC-CEN).

## Accidente
LAN Chile operaba un vuelo chárter procedente de la ciudad de Punta Arenas cuyos pasajeros continuarían viaje por barco destino a la Antártida. El barco era el Society Explorer que, a la hora del accidente, se encontraba atracado en el muelle principal de Puerto Williams. En él viajaban 73 personas: 66 pasajeros (turistas europeos y norteamericanos) y 7 tripulantes. La tripulación estaba al mando del capitán Rafael Acchiardo, el primer oficial Juan Antonio Loyola, la jefa de cabina Rosana Giorgio y las tripulantes Mónica Morchio, Paola Garachena y Begoña Schulze. A bordo también se encontraba el técnico de mantenimiento Rubén Álvarez.
Como estaba contemplado, el avión hacía su aterrizaje en la ciudad de Puerto Williams. Tocó la pista a las 15:24 hora local y a raíz de la pendiente, un viento de cola en la dirección de aterrizaje, haber sobrepasado el punto de contacto en 400 metros, el ángulo de planeo y la velocidad de la aeronave, apenas redujo su velocidad y no pudo detenerse a tiempo; se salió de la pista y, posteriormente, cayó al mar en el canal Beagle. Al abandonar la pista y pasar por sobre la playa, el motor número 2 del avión se desprendió al golpear un riel de ferrocarril que allí se encontraba enterrado y que servía para amarrar las barcazas, lo que produjo que mientras se precipitaba al mar, girara unos 15° y entrara el agua rápidamente levemente inclinado a babor. Todo el peso de la aeronave recayó sobre el tren principal y de nariz. El primero perforó la cabina y es segundo se desprendió. Los primeros 30 a 50 metros la aeronave se arrastró el fuselaje sobre el lecho de piedras, comenzando a hundirse por la proa. Algunos pasajeros y miembros de la tripulación escaparon y esperaron ser rescatados manteniéndose sobre techo y alas que se mantuvieron sobre la superficie.
Personal de la Armada de Chile, del buque Society Explorer, del Aeropuerto y habitantes del mismo pueblo de Puerto Williams concurrieron en ayuda. El rescate de los pasajeros se hizo con botes Zodiac de la Armada de Chile y del Society Explorer, que fueron los primeros en llegar al lado de la aeronave luego se unió una lancha patrullera de la Armada que se encontraban en el sector. Se pudieron rescatar 53 personas con vida, pero fallecieron 20 personas ahogadas, todas eran turistas norteamericanos.
El avión era el indicado para este tipo de vuelos, tanto para operar en pistas más cortas como en pistas con hielo. De hecho, en la actualidad todavía se utiliza este tipo de aeronaves para los viajes a la Antártida.